# Niska emisja
Niska emisja – emisja pyłów i szkodliwych gazów na wysokości do 40 m. Zanieczyszczenia te pochodzą z domowych pieców grzewczych i lokalnych kotłowni węglowych, w których spalanie węgla odbywa się w nieefektywny sposób oraz z transportu spalinowego. Cechą charakterystyczną niskiej emisji jest to, że powodowana jest przez liczne źródła wprowadzające do powietrza niewielkie ilości zanieczyszczeń.
W miejscowościach o słabej wentylacji niska emisja jest główną przyczyną powstawania smogu, który zwiększa zachorowalność oraz śmiertelność związaną z chorobami układu krążenia i oddychania.
Definicja niskiej emisji została w sposób kompleksowy podana w monografii Niska emisja – od przyczyn występowania do sposobów eliminacji i brzmi następująco:

Niska emisja – emisja produktów spalania paliw stałych, ciekłych i gazowych do atmosfery ze źródeł emisji (emiterów) znajdujących się na wysokości nie większej niż 40 m. Wyróżnia się emisję komunikacyjną, emisję wynikającą z produkcji ciepła dla potrzeb centralnego ogrzewania i ciepłej wody użytkowej oraz emisję przemysłową. Do produktów spalania wpływających na występowanie niskiej emisji zaliczyć można gazy: dwutlenek węgla CO2, tlenek węgla CO, dwutlenek siarki SO2, tlenki azotu NOX, wielopierścieniowe węglowodory aromatyczne, np. benzo(a)piren oraz dioksyny, a także metale ciężkie (ołów, arsen, nikiel, kadm) i pyły zawieszone PM10, PM2,5.

Występowanie niskiej emisji najczęściej jest utożsamiane ze smogiem. Nie jest to jednak tożsame pojęcie, ponieważ smog można określić jako zauważalne dla ludzkiego oka zjawisko będące potwierdzeniem występowania na danym obszarze niskiej emisji. Jego powstaniu towarzyszą określone warunki atmosferyczne, przede wszystkim brak występowania wiatru oraz duża wilgotność powietrza. Nie oznacza to, że jeżeli smog nie jest widoczny, niska emisja nie ma miejsca, niska emisja ma miejsce, a smog jest tylko potwierdzeniem jej występowania.